# Roland Eisenlohr
Roland Eisenlohr (* 6. Juni 1887 in Lörrach; † 26. Oktober 1959 in Wiesbaden) war ein deutscher Luftfahrttechniker und Bauingenieur.

## Leben
Geboren am 6. Juni 1887 in Lörrach studierte von 1907 bis 1910 an der Königlich Technischen Hochschule Charlottenburg Bauwesen im Hauptfach. 1908 kam er durch einen der Brüder Wright zu einem ersten Flug. Anfang 1909 gründete er die erste Akademische Fliegergruppe in Deutschland. Nach Studienortwechsel nach Karlsruhe folgte die Promotion zum Dr.-Ing. und später das staatliche Examen zum Regierungsbaumeister. Im Oktober 1913 erwarb er die Freiballonfahrerlizenz. Während der Zeit des Ersten Weltkrieges diente er als Flugzeugführer und konstruierte für den Flugzeugbau Friedrichshafen das Jagdflugzeug FF 46 (D I). Im Anschluss hielt er am Karlsruher Staatstechnikum Vorlesungen über Flugtechnik. Ab 1920 war er Mitglied im Technischen Ausschuss (Teko), der die Bauprüfung der Flugzeuge der Rhönwettbewerbe auf der Wasserkuppe durchführte. Das von ihm für die Weltensegler-Werke GmbH konstruierte Gleitflugzeug „Roland“ nahm im Sommer 1922 am Flugwettbewerb in der Rhön teil.
Ab 1938 arbeitete er in Wiesbaden als Bausachverständiger und Architekt.

## Schriften (Auswahl)
- R. Eisenlohr: Der motorlose Flug. Gleit- und Segelflugzeuge. In: Flugtechnische Bibliothek. Band 3. R. C. Schmidt & Co., Berlin 1922, DNB 579723127.
- R. Eisenlohr: Wie baue ich ein Segelflugzeug. Anleitung zum Bau von Segelflugzeugen. In: Klasings flugtechnische Sammlung. Band 17. Klasing & Co., Berlin 1925, DNB 579723178.